# یوژف چرمی
یوژف چِرمِی (مجاری: József Csermely; ۳ ژانویهٔ ۱۹۴۵ – ) قایقران روئینگ اهل مجارستان بود.
وی در مسابقات کشوری و بین‌المللی در مجموع برندهٔ ۳ مدال نقره شده‌است.